# Hubert Maushagen
Hubert Maushagen, Pseudonym: Hubert Brynow (* 13. Mai 1883 in Kattowitz; † nach 1941), war ein deutscher Journalist, Chefredakteur und Novellist.

## Leben und Wirken
Maushagen studierte an der Technischen Hochschule Charlottenburg. Seit 1903 gehörte er der Burschenschaft Thuringia Charlottenburg (später Berlin) an. Bereits 1909 gab es gemeinsam mit Max Geißler aus Weimar den Neuen Zeitungsroman heraus. Er war zunächst als Feuilleton-Redakteur für die Kreuz-Zeitung in Berlin tätig und ging dann nach Chemnitz. 1912 machte Maushagen durch die Herausgabe des auf Büttenpapier gedruckten Musen-Almanach des Chemnitzer Tageblattes zum Heckenrosentag auf sich aufmerksam, das u. a. auch Bilder von Karl Schmidt-Rottluff und Georg Gelbke und in der künstlerischen Darstellung Jugendstilelemente enthielt. Als Chefredakteur und Verlagsdirektor des Chemnitzer Tageblattes folgten eine Reihe weiterer Veröffentlichungen aus seiner Feder über das aktuelle Leben in Chemnitz und Umgebung. Unter dem Pseudonym Hubert Brynow schrieb er auch einige Novellen.
1928 kam es zu einer Auseinandersetzung mit dem Chemnitzer Generalintendanten Richard Tauber, der ihn wegen einer scharfen Kritik in der Öffentlichkeit mit dem Stock angegriffen hatte. Dieser Zusammenstoß wurde 1930 von der nationalsozialistischen Presse in Gestalt der Tageszeitung Der Freiheitskampf aufgegriffen und für antisemitische Anfeindungen gegenüber Tauber genutzt. Es kam letztendlich zu einer außergerichtlichen Einigung zwischen beiden.
Im Chemnitzer Adressbuch von 1934 ist Maushagen als Verlagsdirektor aufgeführt, später ging er zurück nach Berlin, wo er sich 1941 noch im Fernsprechbuch durch einen Eintrag als Hauptschriftleiter nachweisen lässt.

## Werke (Auswahl)
- (Hrsg.) mit Max Geißler: Der neue Zeitungsroman. 1909.
- (Hrsg.): Musen-Almanach des Chemnitzer Tageblattes zum Heckenrosentag (Vorzugs-Ausgabe), Verlag Pickenhahn, Chemnitz 1912.
- Chemnitz. In: Export-Woche, Berlin, 1912, Nr. 52, S. 9–13.
- Richard Wagners Parsifal. Velhagen & Klasing, Bielefeld und Leipzig, o. J. [1914]
- Neue Wege der Paramentik. In: Die Kirche, Bd. 12. H. 2–4, 1915.
- Das geistige Chemnitz. In: Chemnitz, Berlin-Halensee 1923.
- Chemnitz. Gesicht und Hirn. In: Chemnitz, 1929.